# Michail Petrowitsch Arzybaschew
Michail Petrowitsch Arzybaschew (russisch Михаил Петрович Арцыбашев; * 24. Oktoberjul. / 5. November 1878greg. in Dubroslawowka bei Ochtyrka; † 3. März 1927 in Warschau) war ein antinaturalistischer russischer Schriftsteller und Dramatiker der Dekadenz. Vorrangig mit gesellschaftspolitischen Themen beschäftigt, wurde er nach der Oktoberrevolution in die Emigration gezwungen, aus dem Kanon der russischen Literatur gestrichen und starb vergessen in Polen.

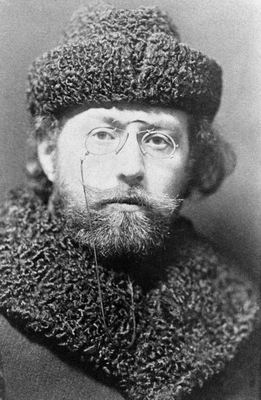
Michail Arzybaschew (um 1905)

## Leben
Arzybaschew kam im Gouvernement Charkow auf dem Gebiet der heutigen Ukraine als Sohn eines Provinzbeamten und ehemaligen Offiziers zu Welt. Seine Mutter war Polin und starb an Tuberkulose, als er drei Jahre alt war. Er wollte zunächst Maler werden, widmete sich aber schließlich der Schriftstellerei und wurde mit seinen psychologischen und zeitkritischen Romanen, Novellen, Dramen und Revolutionsschilderungen als bedeutender jungrussischer Autor gefeiert. Sein bekanntester Roman Sanin erregte wegen seines gesellschaftliche Konventionen ignorierenden Titelhelden und Schilderungen freier Liebe bei seinem Erscheinen 1907 großes Aufsehen und wurde in vielen Ländern verboten (zeitweilig auch in Deutschland). In seiner Erzählung Vergeltung schildert er die Auswirkungen eines antijüdischen Pogroms auf einen den verantwortlichen Polizeidirektor behandelnden Arzt. Seine späteren Werke sind charakterisiert durch Pessimismus, Nihilismus und erotische Frustration. Im Gegensatz zu Sanin finden sie meist nur als Zeitdokumente Beachtung.
Seit 1912 lebte Arzybaschew in Moskau. 1917/18 schrieb er seine Bemerkungen eines Schriftstellers, in denen er die neuen Machthaber stark kritisierte.
1920 musste sich Arzybaschew wegen Devisenschmuggels vor Gericht verantworten, ein fingierter Prozess ähnlich jenen, die Bulgakow in seinem Roman Meister und Margarita schildert und die der Diskreditierung und Enteignung vermuteter Gegner dienen sollten. Trotz eines Freispruchs wurde er vom Gericht als der „typische herabgekommene russische Intelligenzler“ charakterisiert, „der durch die ihm geistesfremde proletarische Revolution aus dem Geleise geschleudert“ worden sei. Vorübergehend wurden ihm die Tantiemen aus seinen Veröffentlichungen und der Aufführung seiner Werke vorenthalten, 1923 verschlechterte sich sein Gesundheitszustand infolge einer langjährigen Tuberkuloseerkrankung und er erblindete.

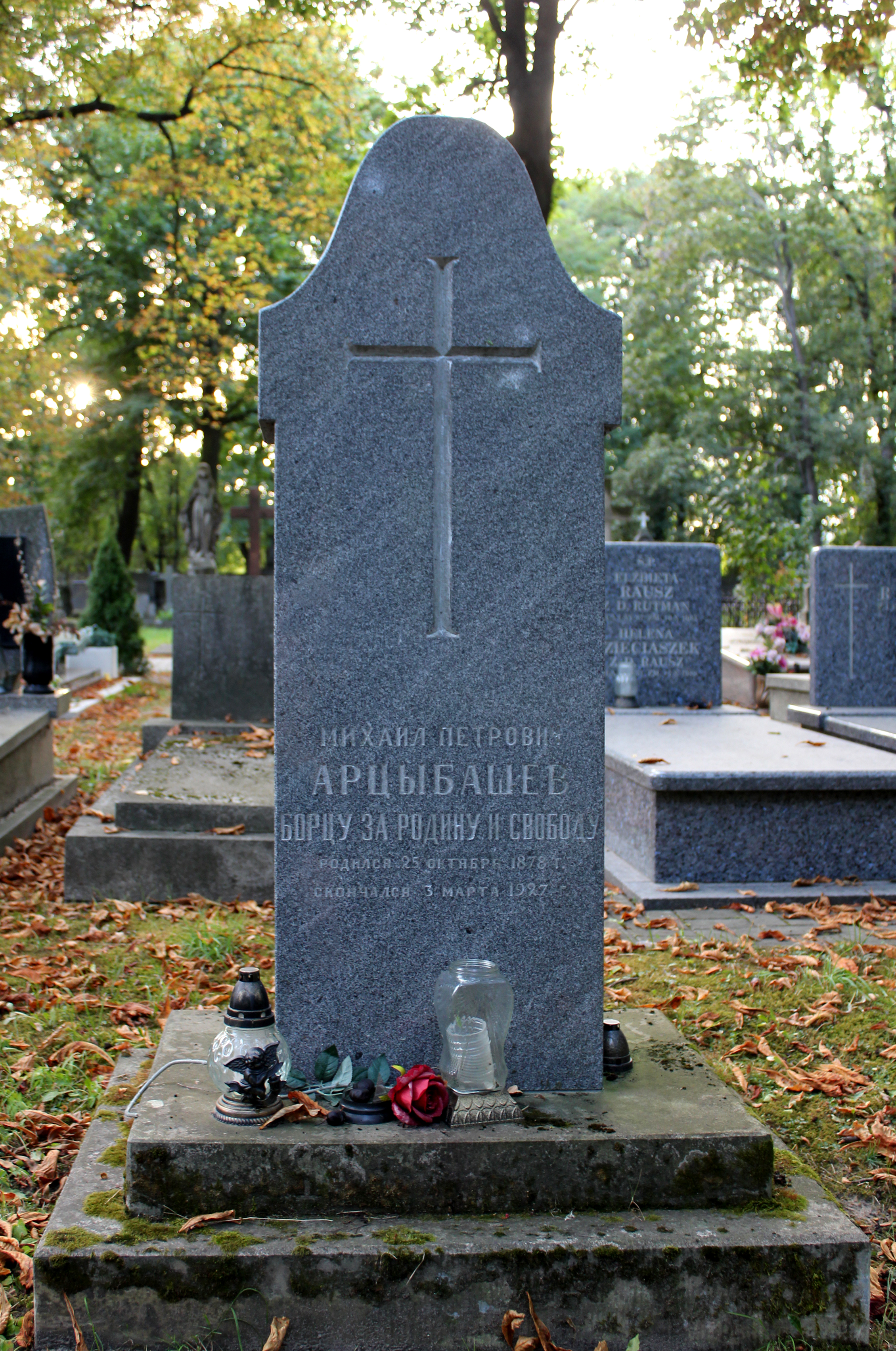
Arzybaschews Grab auf dem Orthodoxen Friedhof in Warschau, 2023; Foto: Ivonna Nowicka

1923 emigrierte er aus der Sowjetunion nach Polen (erleichtert durch den Umstand, dass seine Mutter Polin war), wo er eine regimekritische Zeitung herausgab. Er sandte dem Lausanner Gericht, das gegen den des Mordes am sowjetischen Diplomaten Wazlaw Worowski angeklagten Moritz Conradi („Conradi-Affäre“) verhandelte, eine Stellungnahme, in der er die Verhältnisse in der Sowjetunion als bolschewistischen Terror charakterisierte.
Seine Werke und die seiner literarischen Nachfolger wurden von Sowjetkritikern als saninstwo und arzybaschewtschina verfemt und daher in Nachschlagewerken oder Darstellungen der russischen Literatur nur am Rande abgehandelt.
Michail Arzybaschew ist der Urenkel von Tadeusz Kościuszko mütterlicherseits und Vater von Boris Artzybasheff (* 1899, † 1965), der in die Vereinigten Staaten emigrierte und dort als Illustrator (u. a. für Time, Life und Fortune) berühmt wurde.

## Werke (chronologisch nach Erscheinen)
- Ssanin. Berlin: Schreiter, [1907]

- Erinnerungen eines alten Staatsanwalts und andere Erzählungen. Ins Deutsche übertr. v. M. Flor und H. Kurz. Frankfurt: Volksstimme, [1909]

- Millionen. Der Tod des Iwan Lande. Zwei Novellen. Einzig berechtigte Übertragung von André Villard und S. Bugow. München u. Leipzig: Georg Müller, 1909

- Revolutionsgeschichten. Autorisierte dt. Übertragung von S. Bugow u. André Villard. Mit e. Einl. von André Villard, e. autobiograph. Skizze u. e. Portr. von M. Artzibaschew. München u. a.: Georg Müller, 1909

- Schuster Anton. Leipzig: Reclam, 1909

- Arbeiter Schewyrjow und andere Novellen. [Russ.: Rabočij Ševyrev] Deutsch von Friedrich Krantz. Berlin: Bondy, 1910

- Aufruhr und andere Novellen. Einzig berecht. Übertr. von André Villard. München [u. a.]: Georg Müller, 1910

- Das Weib und andere Novellen. Deutsch von Adolf Hess. Berlin: Steinitz, [1910]

- Die Menschenwelle. Roman eines russischen Barrikadenkämpfers. Ins Deutsche übertragen von Heinz Kurz. Berlin [u. a.]: Schweizer & Co, [1910]

- Morgenschatten und andere Novellen. [Russ.: Teni Utra] Deutsch von Adolf Hess. Berlin: Steinitz, [1910]

- Am letzten Punkt. 1. Roman. Einzige berechtigte Übertragung aus dem Manuskript von André Villard und A. Kaprolow. München u. Leipzig, 1911

- Der Dämon – Vergeltung. Deutsch von Ludwig Wechsler. München, Leipzig: Hans Sachs-Verlag. G. Haist, 1911

- Am letzten Punkt. 2. Roman. Einzige berechtigte Übertragung aus dem Manuskript von André Villard und A. Kaprolow. München u. Leipzig, 1913

- Eifersucht. Drama in fünf Akten. Einzige, berechtigte und autorisierte Übertragung aus d. Russischen von Eduard Schiemann. München, Berlin: Georg Müller, 1914

- Der Holzklotz und andere Novellen. Übertr. von Eduard Schiemann. München & Leipzig: Georg Müller, 1914

- Der blutige Fleck. Übertragen von C. K. Roellinghoff. Berlin: H. S. Hermann, 1920

- Sturmflut (Die Menschenwelle). Roman eines russischen Barrikadenkämpfers. Berlin [u. a.]: Schweizer & Co, [ca. 1920]

- Familie Wilde. [Russ.: Dikie] München: Georg Müller, 1923

- Gesetz des Wilden. [Russ.: Zakon dikarja] Drama in fünf Akten und sechs Bildern. München: Georg Müller, 1923

- Pascha Tumanow. [Russ.: Paša Tumanov] Neu übers. unter dem Eindruck des Geschehens vom 19. April 2002 am Gutenberg-Gymnasium in Erfurt u. hrsg. von Werner Engel. Nürnberg, 2003